# Paese transcontinentale
Un Paese transcontinentale è uno Stato che si estende su più di un continente.
L'appartenenza di un Paese ad un continente piuttosto che ad un altro dipende dalla definizione di continente che viene utilizzata: esistono infatti vari criteri di suddivisione delle terre emerse; alcuni seguono criteri puramente geografici, altri tengono presenti anche criteri storici e culturali. La definizione di un paese come transcontinentale è dunque dipendente dal modello di suddivisione in continenti utilizzato.
Un caso particolare di paese transcontinentale è quello in cui territorio dello stato comprende territori d'oltremare in altri continenti.

## Asia-Europa

### Confini

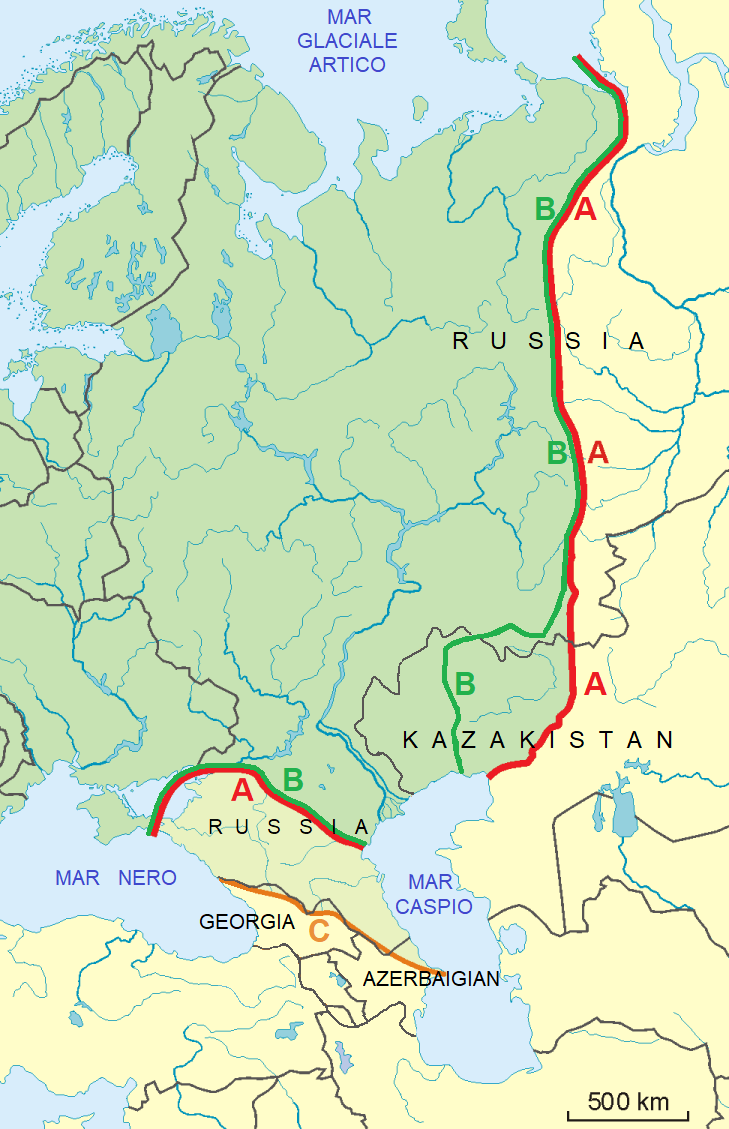
Le varie linee convenzionali di demarcazione tra Europa e Asia:
A: Linea di von Strahlenberg: Urali - fiume Emba - depressione del Kuma-Manyč
B: confine più seguito (modifica alla Linea di von Strahlenberg): Urali - fiume Ural - depressione del Kuma-Manyč
C: confine del National Geographic: Urali - fiume Ural - spartiacque del Caucaso

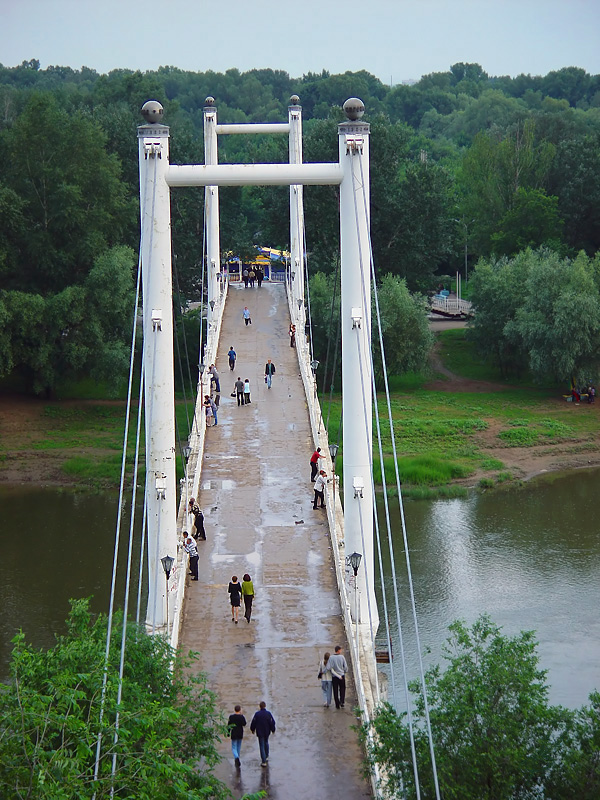
Ponte sull'Ural di Orenburg, che si trova sul confine Europa-Asia

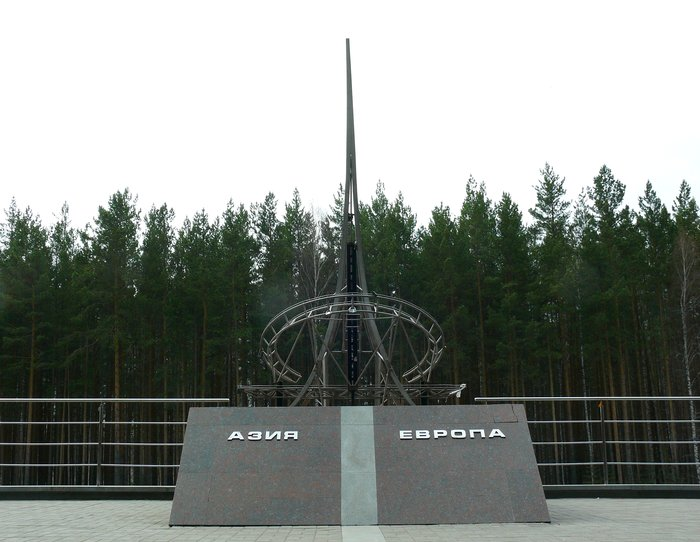
Obelisco di Ekaterinburg, costruito sul confine Europa-Asia

Al contrario di altri continenti, l'Europa e l'Asia sono strettamente saldate tra loro, per circa 3000 km, tanto che dal punto di vista puramente geografico si potrebbe parlare di un unico continente, ovvero l'Eurasia, di cui l'Europa si configurerebbe come una immensa penisola. Nonostante questo, per motivi non solo geografici, ma anche storici e culturali, l'Europa è normalmente considerata un continente distinto dall'Asia, sia pur con una linea di separazione non così netta. 
Si pone quindi da sempre il problema di stabilire quale sia il confine che separa i due continenti e conseguentemente di definire quali siano i paesi transcontinentali tra essi. La linea di separazione tra Europa ed Asia non è però solo una questione geografica, come in genere per i confini tra gli altri continenti, ma anche storica e culturale. Per questo motivo esistono varie convenzioni in merito. Si è concordi nel definire come confini orientali il Mar Egeo, il Mar Nero e la catena montuosa degli Urali, ma per quanto riguarda la linea di confine da seguire per giungere dal limite meridionale degli Urali al Mar Nero sono diffuse più convenzioni, dettagliate nelle sezioni seguenti.

#### Monti Urali - fiume Ural - mar Caspio - depressione Kuma-Manyč - Mar Nero - stretti del Bosforo e dei Dardanelli - mar Egeo
La linea che segue i monti Urali, il fiume Ural, il Mar Caspio, la depressione del Kuma-Manyč, il Mar Nero, lo stretto del Bosforo, lo stretto dei Dardanelli e il mar Egeo è il confine convenzionale più seguito in Italia, Russia e altri paesi. Fu la zarina Anna I di Russia, nel 1730, che adottò ufficialmente tale separazione tra i due continenti, sulla base degli studi compiuti dal geografo Philip Johan von Strahlenberg e poi sostenuti da Peter Simon Pallas, biologo, e da Carl Ritter, fondatore della Geografia scientifica. Nelle fonti anglosassoni, con la parziale eccezione dell'Enciclopedia Britannica, spesso si segue una diversa convenzione, che pone i confini tra i due continenti lungo lo spartiacque del Caucaso, in modo da far coincidere il confine continentale con i confini politici della Russia.
Più nel dettaglio, il confine convenzionale più seguito comprende in Europa la Novaja Zemlja e la penisola di Jugor, segue lo spartiacque degli Urali, poi l'intero corso del fiume Ural, la costa nord-occidentale del Mar Caspio tra la foce dell'Ural e quella del Kuma e infine la depressione del Kuma-Manyč, che giunge al Mare d'Azov attraverso il fiume Don, nei pressi di Rostov sul Don. Come parziali alternative, seguite specialmente in Russia, a volte si sostituisce il corso del fiume Ural con quello del fiume Emba e lo spartiacque degli Urali con il loro bordo orientale.
Il confine Europa-Asia di questa convenzione corrisponde grossomodo al confine tra due dei circondari federali della Russia: il circondario federale meridionale (in Europa) e il circondario federale del Caucaso Settentrionale (in Asia). Fa eccezione solo il territorio di Krasnodar che, pur essendo una unità amministrativa del circondario federale meridionale, essendo situato a sud della depressione del Kuma-Manyč, secondo la linea di von Strahlenberg ricade in Asia.
Per quanto riguarda poi le suddivisioni amministrative di grado più basso, (oblast' e repubbliche), poi, la corrispondenza è quasi perfetta. Solo l'oblast' di Rostov sul Don e la repubblica della Calmucchia risultano transcontinentali, avendo alcune limitate zone oltre la linea Kuma-Manyč. In particolare, risultano in Asia le zone delle città di Azov, Batajsk, Zernograd e Sal'sk, nell'oblast' di Rostov, e le ristrette aree del Gorodovikovskij rajon e del Jašaltinskij rajon, nella repubblica della Calmucchia. Nella zona degli Urali, poi, tre unità amministrative russe (la Baschiria, l'oblast' di Orenburg e l'oblast' di Čeljabinsk) sono attraversate dalla linea di von Strahlenberg e dunque, secondo questo criterio, sono territori transcontinentali, avendo parte del loro territorio in Asia, parte in Europa.
Secondo questa convenzione, sono da considerarsi transcontinentali i seguenti stati:
- Russia
- Kazakistan
- Turchia

#### Monti Urali - fiume Ural - mar Caspio - Gran Caucaso - Mar Nero - stretti del Bosforo e dei Dardanelli - mar Egeo
La statunitense National Geographic Society segue il criterio di von Strahlenberg esposto sopra, ma solo per un tratto: come il geografo svedese considera confine euro-asiatico lo spartiacque degli Urali, a partire dalla zona vicino a Kara in Russia, sull'omonimo mar di Kara, fino alle sorgenti del fiume Ural, e poi il corso di questo fiume fino alla sua foce, sul Mar Caspio. A partire dalla foce dell'Ural, però, la società geografica statunitense fa seguire al confine euro-asiatico il Mar Caspio e lo spartiacque dei monti del Gran Caucaso, fino ad arrivare al Mar Nero.
Secondo questa convenzione, sono da considerarsi transcontinentali i seguenti stati:
- Russia
- Kazakistan
- Turchia
- Grecia
- Georgia
- Azerbaigian

#### Monti Urali - fiume Ural - fiume Emba - mar Caspio - fiume Kura - fiume Rioni - mar Nero - stretti del Bosforo e dei Dardanelli - mar Egeo
Una terza convenzione, seguita particolarmente in Georgia, tiene presenti invece altre considerazioni di tipo geografico: dalla baia della Bajdarata sul mar di Kara, il confine segue la parte orientale della catena degli Urali, poi il fiume Ural fino ai monti Mugodžary, poi il fiume Emba fino al Mar Caspio. Questo tratto del confine passa per la parte più profonda del Mar Caspio, poi per il fiume Kura in Azerbaigian e in Georgia, attraverso il passaggio di Surami, e sul fiume Rioni (Phasis) nell'antica regione della Colchide fino alla città costiera di Poti. Il confine tra Europa ed Asia prosegue per la parte più profonda del Mar Nero, fino allo stretto del Bosforo e dei Dardanelli; da qui, ancora una volta, per la parte più profonda del Mar Mediterraneo fino ad arrivare allo stretto di Gibilterra.
Secondo questa convenzione, sono da considerarsi transcontinentali i seguenti stati:
- Russia
- Kazakistan
- Turchia
- Grecia
- Georgia
- Azerbaigian

Stante questa definizione, l'Europa includerebbe tutta la catena montuosa degli Urali e la catena maggiore del Caucaso (compreso il monte Elbrus che diventerebbe il monte più alto d'Europa), mentre la catena minore del Caucaso rimarrebbe interamente in Asia; La capitale della Georgia, Tbilisi si troverebbe a cavallo del confine tra i due continenti, mentre l'altra città georgiana di Rustavi e la capitale dell'Azerbaigian, Baku, si troverebbero entrambe in Europa; e ancora, le repubbliche georgiane dell'Ossezia del Sud e dell'Abcasia si troverebbero in Europa, mentre l'exclave azera di Naxçıvan si troverebbe in Asia.

### Stati che si trovano sia in Asia che in Europa
- Kazakistan (che si trova in Asia centrale e in Europa orientale).
- Russia (che si trova in Asia settentrionale e in Europa orientale).
- Turchia (che si trova in Asia occidentale e in Europa meridionale).
- Grecia (che si trova in Asia occidentale e in Europa meridionale - i territori asiatici greci sono isole e non parti continue di terraferma).

| Stato      | Superficie complessiva km² | Superficie in Asia km² | Superficie in Asia % del totale | Superficie in Europa km² | Superficie in Europa % del totale |
| Grecia     | 131.940                    | 6.029                  | 4,57                            | 125.911                  | 95,43                             |
| Russia     | 17.075.200                 | 13.115.200             | 76,81                           | 3.960.000                | 23,19                             |
| Kazakistan | 2.717.300                  | 2.346.927              | 86,37                           | 370.373                  | 13,63                             |
| Turchia    | 780.580                    | 756.768                | 96,95                           | 23.812                   | 3,05                              |

Gli stati sono ordinati per percentuale di area in Europa.

Fonte: World Gazetteer, Statistics of administrative units, towns and cities

Per le metodologie di calcolo vedi sopra.
| Stato      | Popolazione complessiva | Popolazione in Asia | Popolazione in Asia % del totale | Popolazione in Europa | Popolazione in Europa % del totale |
| Grecia     | 10.768.477              | 390.128             | 3,62                             | 10.378.349            | 96,38                              |
| Russia     | 143.780.000             | 37.742.857          | 26,25                            | 106.037.143           | 73,75                              |
| Turchia    | 68.900.000              | 57.855.068          | 83,97                            | 11.044.932 1          | 16,03 1                            |
| Kazakistan | 14.757.767              | 13.472.593          | 91,29                            | 1.285.174             | 8,71                               |

1 Inclusi i distretti di Istanbul che sono in Asia.

Gli stati sono ordinati considerando la percentuale di popolazione europea.

Fonte: World Gazetteer, Statistics of administrative units, towns and cities

Per le metodologie di calcolo vedi sopra.

#### Grecia
Europa
      Isole geograficamente asiatiche appartenenti politicamente e culturalmente alla Grecia e dunque all'Europa
     Asia
     Cipro (Isola geograficamente asiatica ma politicamente e culturalmente europea)

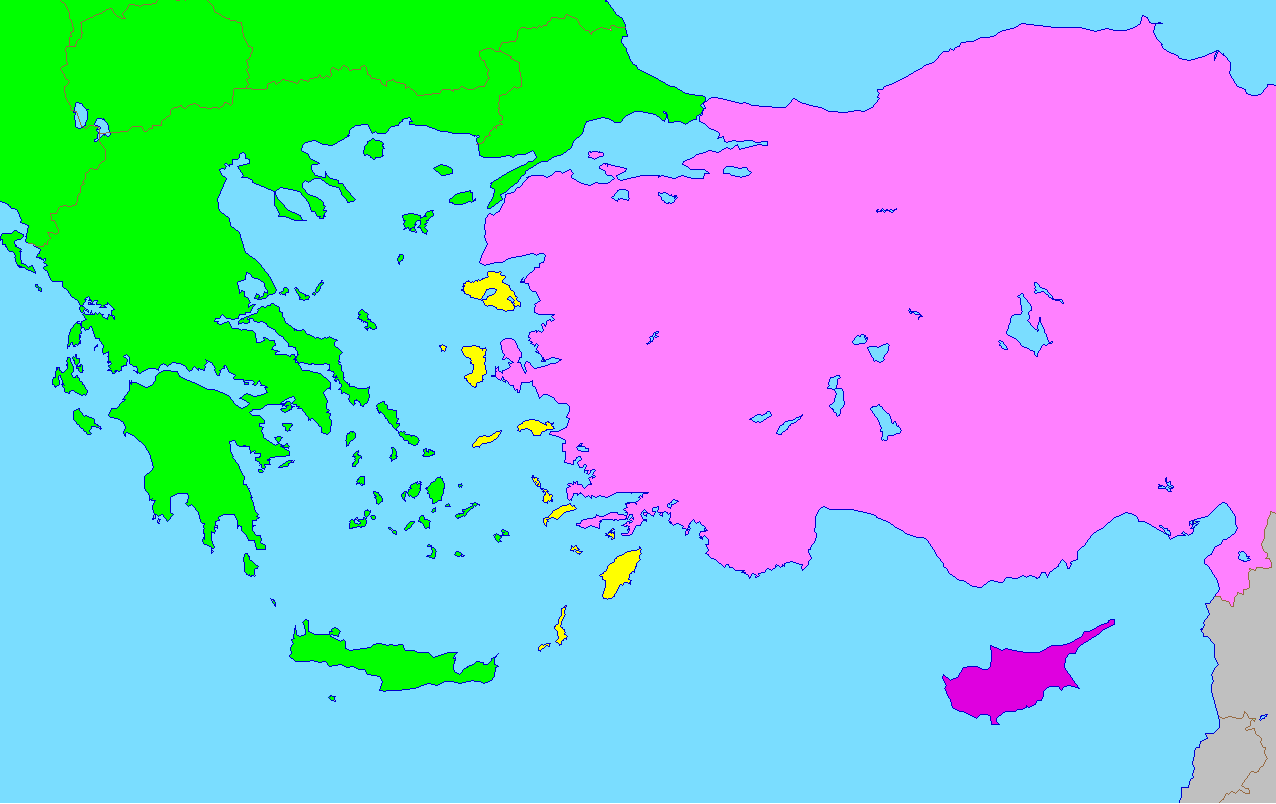
Europa
Isole geograficamente asiatiche appartenenti politicamente e culturalmente alla Grecia e dunque all'Europa
Asia
Cipro (Isola geograficamente asiatica ma politicamente e culturalmente europea)

Il territorio della Grecia include un numero considerevole di isole poste nel continente asiatico, nei pressi della piattaforma anatolica come le isole di Rodi, Coo, Samo, Chio, Lesbo, Castelrosso, Strongili e Ro.

#### Kazakistan
I confini delle regioni del Kazakistan prossime ai limiti continentali non seguono la linea del fiume Emba. Una regione è interamente in Europa e due ricadono sia in Europa che in Asia, secondo la definizione qui adottata. Per la cultura di origine asiatica e per l'orientamento politico, raramente il Kazakistan è considerato politicamente come stato europeo, anche se, sulla base del confine di geografia fisica, la sua parte europea è più vasta dell'intero Portogallo o della Grecia.
- precisione del calcolo delle superfici: media
- precisione del calcolo delle popolazioni: media

#### Russia
Molti confini regionali russi seguono da vicino il confine tra Asia ed Europa. Le deviazioni dal confine sono tali che se una regione europea ha una piccola parte di territorio in Asia, allora un'altra regione asiatica ha una piccola parte di territorio in Europa.
Questi casi sono rari e quasi si compensano, così che si può ritenere di avere calcoli molto accurati (i confini degli oblast' di Sverdlovsk e Čeljabinsk, e il circondario Jamalo-Nenec non seguono i confini tra Asia ed Europa).
- precisione del calcolo delle superfici: medio-alta
- precisione del calcolo delle popolazioni: medio-alta (anche se è migliorabile)

#### Turchia
Le regioni della Turchia sono utili per i calcoli, ma si devono comunque fare delle annotazioni. Tre province della Turchia sono interamente in Europa (Edirne, Kırklareli, Tekirdağ) mentre Çanakkale e Istanbul sono transcontinentali. Tre distretti di Çanakkale sono interamente in Europa e gli altri nove distretti sono interamente in Asia; diciannove distretti di İstanbul sono interamente in Europa e gli altri dodici interamente in Asia.

Il calcolo della popolazione è più problematico, perché non è sicuro che la densità di popolazione di queste due aree sia uguale; in aggiunta c'è poi la situazione della città di İstanbul che si trova in entrambi i continenti. Si dovrebbe considerare la città come totalmente europea o si dovrebbe cercare di stabilire quanta parte della popolazione cittadina si trova in Asia e quanta in Europa? Attualmente la popolazione della città è considerata interamente come popolazione europea. Infine mancano i dati di alcune frazioni di İstanbul.
- precisione del calcolo delle superfici: alta (anche se è migliorabile)
- precisione del calcolo delle popolazioni: medio-alta (anche se è migliorabile) [N 1]

1. ↑  errata se i dati di Istanbul dovessero essere suddivisi

### Stati transcontinentali tra Asia ed Europa solo secondo alcune convenzioni
L'Azerbaigian e la Georgia sono considerati paesi transcontinentali solo secondo la convenzione che pone il confine tra Europa ed Asia lungo lo spartiacque del Gran Caucaso; secondo convenzione più diffusa che pone il confine euroasiatico lungo la depressione del Kuma-Manyč questi due paesi ricadono invece interamente in Asia.

#### Georgia
Secondo la convenzione che pone i confini tra Europa ed Asia lungo lo spartiacque del Caucaso, la Georgia sarebbe un paese transcontinentale, in quanto alcune sue limitate aree ricadono a nord dello spartiacque caucasico.
Per la maggior parte della sua lunghezza, i confini settentrionali della Georgia seguono lo spartiacque del Caucaso. Le eccezioni sono rappresentate da alcune aree che si trovano a nord dello spartiacque di questa catena montuosa; questi territori, secondo la citata convenzione, ricadrebbero dunque in Europa. I territori a nord dello spartiacque caucasico sono:
- la municipalità di Kazbegi (1082 km² - 3.795 abitanti);
- la regione storica della Chevsuria settentrionale, comprendente tre valli: Zarykhev, Arkhot e Shatili (565 km²[10] - 3.200 abitanti);
- la regione storica della Tuscezia, interamente ricadente nella municipalità di Akhmeta, che comprende però anche territori a sud dello spartiacque (896 km² - 41.641 abitanti nell'intera municipalità).

Nel loro complesso, le aree a nord dello spartiacque del Gran Caucaso rappresentano il 3,65 % della superficie totale del paese. Per quanto riguarda la popolazione, gli abitanti delle aree a nord dello spartiacque rappresentano circa l'1% del totale di tutti i georgiani.
| Stato   | Superficie complessiva km² | Superficie in Asia km² | Superficie in Asia % del totale | Superficie in Europa km² | Superficie in Europa % del totale |
| Georgia | 69.700                     | 67.157                 | 96.35                           | 2.543                    | 3,65                              |

| Stato   | Popolazione complessiva | Popolazione in Asia | Popolazione in Asia % del totale | Popolazione in Europa | Popolazione in Europa % del totale |
| Georgia | 4.479.180               | 4.430.544           | 98,91                            | 48.636                | 1,09                               |

#### Azerbaigian
Secondo la convenzione che pone i confini tra Europa ed Asia lungo lo spartiacque del Caucaso, l'Azerbaigian sarebbe un paese transcontinentale, in quanto alcune sue aree ricadono a nord dello spartiacque caucasico.
Per la maggior parte della sua lunghezza, i confini settentrionali dell'Azerbaigian seguono lo spartiacque del Caucaso. Le eccezioni sono rappresentate da alcune aree che si trovano a nord dello spartiacque di questa catena montuosa; questi territori, secondo la citata convenzione, ricadrebbero dunque in Europa. I territori a nord dello spartiacque caucasico sono:
- Qusar (1 542 km² - 90.438 abitanti[12]);
- Şabran (1.090 km² - 53.000 abitanti[12]);
- Siyəzən (700 km² - 38.400 abitanti[12]);
- Xaçmaz (1.045 km² - 160.100 abitanti[12]);
- Quba (2.610 km² - 173.400 abitanti[12]).

Le altre regioni, venti, sono regioni completamente asiatiche.
Nel loro complesso, le aree a nord dello spartiacque del Gran Caucaso rappresentano l'8,07 % della superficie totale del paese. Per quanto riguarda la popolazione, gli abitanti delle aree a nord dello spartiacque rappresentano circa l'6,19% del totale di tutti gli azeri.
| Stato       | Superficie complessiva km² | Superficie in Asia km² | Superficie in Asia % del totale | Superficie in Europa km² | Superficie in Europa % del totale |
| Azerbaigian | 86.600                     | 79.613                 | 91,93                           | 6.987                    | 8,07                              |

| Stato       | Popolazione complessiva | Popolazione in Asia | Popolazione in Asia % del totale | Popolazione in Europa | Popolazione in Europa % del totale |
| Azerbaigian | 8.327.618               | 7.812.280           | 93,81                            | 515.338               | 6.19                               |

## America-Europa

### Danimarca
Dal punto di vista geografico la Groenlandia è parte del Nord America, ma politicamente è legata all'Europa, in quanto è una delle tre nazioni costitutive del Regno di Danimarca. Non vi si applicano più le leggi comunitarie dal 1985, dopo che con il referendum del 1982 decise di uscire dalla Comunità europea).

### Islanda

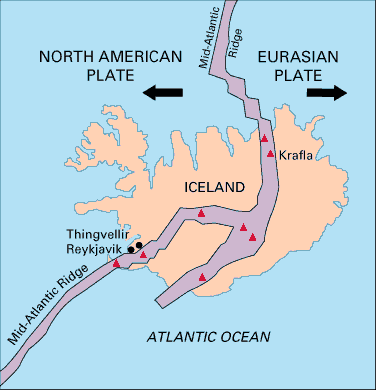
Posizione dell'Islanda sulla dorsale medio atlantica

L'Islanda è normalmente considerata uno stato europeo, anche se geologicamente è attraversata dalla dorsale medio atlantica: la sua area orientale giace sulla placca euroasiatica, mentre quella occidentale sulla placca nordamericana. Da un punto di vista puramente geologico, quindi, l'Islanda potrebbe considerarsi un paese transcontinentale. Ciononostante, nella letteratura geografica, l'Islanda è unanimemente considerata europea a tutti gli effetti.

### Portogallo
Le isole di Flores e Corvo nell'arcipelago delle Azzorre, appartenenti al Portogallo, giacciono sulla placca nordamericana rendendole geologicamente parte delle Americhe.

## Africa-Europa
Il confine tra Europa ed Africa è il mar Mediterraneo.

### Italia
Secondo criteri puramente geografici, l'Italia è un paese transcontinentale poiché due delle Isole Pelagie (Lampedusa e Lampione) si trovano in Africa, mentre l'isola di Linosa rientra nel continente europeo. Le Isole Pelagie rappresentano un raro caso di arcipelago transcontinentale.

### Portogallo
La parte continentale del Portogallo si trova in Europa, mentre l'arcipelago di Madera, una regione autonoma del Portogallo che comprende le maggiori isole di Madera e Porto Santo, le Isole Desertas e le Isole Selvagge, è geograficamente appartenente all'Africa.

### Spagna

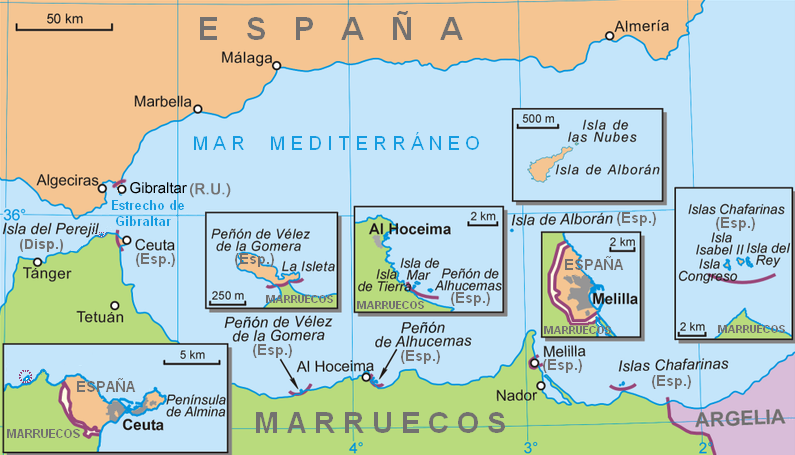
Le plazas de soberanía spagnole, territori geograficamente appartenenti all'Africa ma politicamente parte della Spagna

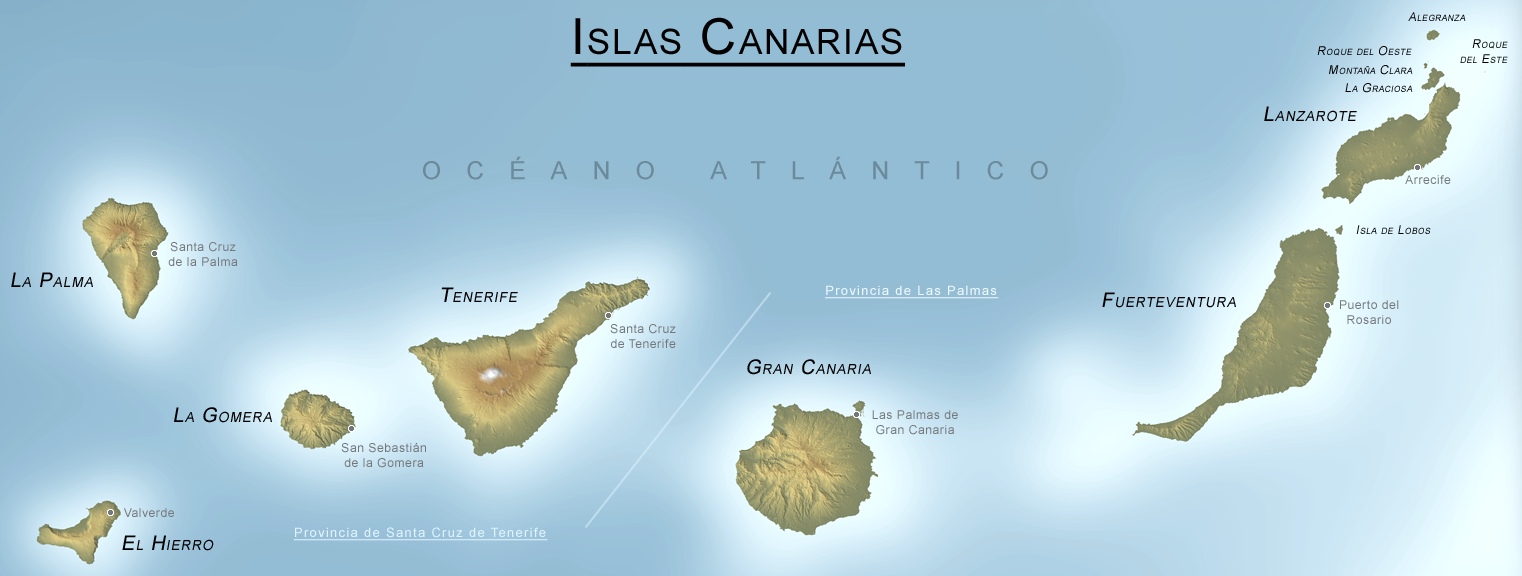
Le isole Canarie, situate sulla piattaforma continentale africana

Le Plazas de soberanía spagnola (Ceuta, Melilla, Peñón de Vélez de la Gomera, le Isole Alhucemas e le isole Chafarinas) e la comunità autonoma delle isole Canarie sono geograficamente africane.

### Statistiche
| Stato  | Superficie complessiva | Superficie in Africa | Superficie in Africa % del totale | Superficie in Europa | Superficie in Europa % del totale |
| Italia | 302.073                | 20                   | 0,01                              | 302.053              | 99,99                             |
| Spagna | 504.645                | 7.478                | 1,48                              | 497.167              | 98,52                             |

Gli stati sono ordinati in ordine alfabetico.

Per le metodologie di calcolo vedi sopra.
| Stato  | Popolazione complessiva | Popolazione in Africa | Popolazione in Africa % del totale | Popolazione in Europa | Popolazione in Europa % del totale |
| Italia | 60.359.546              | 5.871                 | 0,01                               | 60.353.675            | 99,99                              |
| Spagna | 47.198.000              | 2.298.230             | 4,87                               | 44.899.770            | 95,13                              |

Gli stati sono ordinati in ordine alfabetico.

Per le metodologie di calcolo vedi sopra.

## Africa-Asia

### Confini
Il confine con l'Asia è stato posto di volta in volta lungo il golfo di Suez o lungo il golfo di Aqaba. Dal punto di vista puramente geologico, il confine è posto lungo la linea della valle del fiume Giordano.
Il confine generalmente utilizzato tra il continente africano e quello asiatico corre sull'istmo di Suez, lungo il canale di Suez. Da ciò deriva che la penisola del Sinai si trova in Asia e quindi l'Egitto è uno stato transcontinentale. Nonostante questo normalmente si considera l'Egitto come uno stato africano, perché la maggior parte della sua popolazione e del suo territorio si trova in Africa.
Nella storia alcune delle isole maggiori del Mediterraneo sono state di volta in volta associate all'Africa, all'Asia o all'Europa. L'Egitto ha governato lungamente sull'isola di Cipro, e per un certo periodo anche su quella di Rodi. L'Impero romano aveva associato l'isola di Creta alla Cirenaica e le isole Baleari alla Prefettura d'Africa, mentre buona parte della Sicilia fu governata dai cartaginesi prima e dagli arabi dopo.

### Stati che si trovano sia in Asia che in Africa
Territorio egiziano in Africa
     Territorio egiziano in Asia (penisola del Sinai)
     Asia

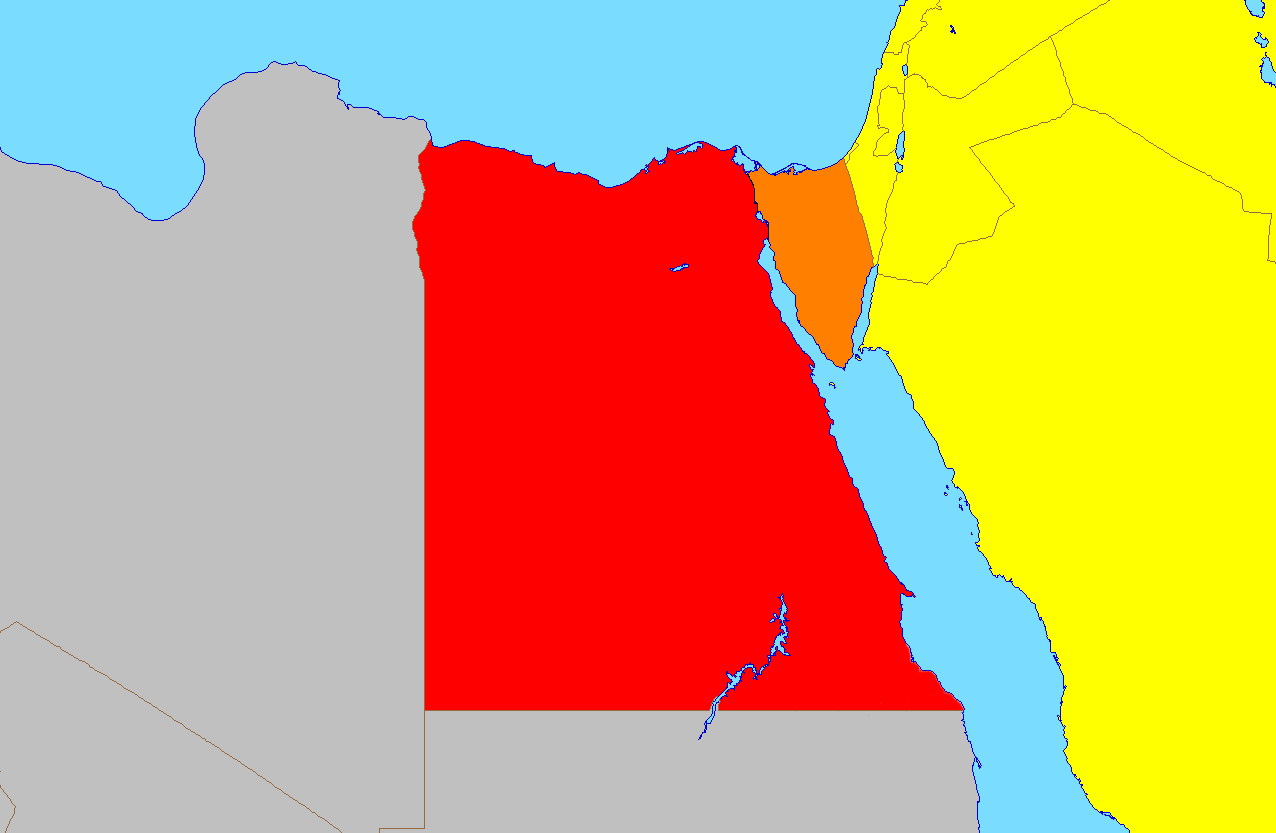
Territorio egiziano in Africa
Territorio egiziano in Asia (penisola del Sinai)
Asia

- Si considera come confine tra i due continenti la linea lungo l'istmo di Suez ed il canale di Suez. Questa linea corre lungo l'Egitto, così questo è l'unico Stato africano che si trova a cavallo dei due continenti.
- Dall'altro lato abbiamo lo Yemen che possiede l'arcipelago di Socotra, prosecuzione della placca africana.

#### Statistiche
| Stato  | Superficie complessiva km² | Superficie in Africa km² | Superficie in Africa % del totale | Superficie in Asia km² | Superficie in Asia % del totale |
| Egitto | 1.001.450                  | 937.894                  | 93,65                             | 63.556                 | 6,35                            |
| Yemen  | 527.970                    | 3.814                    | 0,72                              | 524.156                | 99,28                           |

Fonte: World Gazetteer, Statistics of administrative units, towns and cities

Per le metodologie di calcolo vedi sopra.
| Stato  | Popolazione complessiva | Popolazione in Africa | Popolazione in Africa % del totale | Popolazione in Asia | Popolazione in Asia % del totale |
| Egitto | 74.718.797              | 73.340.638            | 98,16                              | 1.378.159           | 1,84                             |
| Yemen  | 24.052.514              | 42.842                | 0,18                               | 24.009.672          | 99,82                            |

Fonte: World Gazetteer, Statistics of administrative units, towns and cities

Per le metodologie di calcolo vedi sopra.

#### Egitto
Tre regioni dell'Egitto si trovano per intero in Asia. Una regione è divisa quasi equamente dal canale di Suez tra i due continenti e un'altra ha una piccola parte di territorio ad est del canale, cioè in Asia.
- Precisione del calcolo delle superfici: alta (anche se è migliorabile)
- Precisione del calcolo delle popolazioni: medio-alta

## Americhe
Nella letteratura geografica italiana, dell'Europa occidentale (escluse le isole britanniche) e dell'America latina, l'America è considerata un continente unico, suddiviso in due subcontinenti: l'America del Nord e l'America del Sud. La parte meridionale dell'America del Nord è detta America centrale. Le varie parti del continente sono dette nel loro complesso, "le Americhe".
Secondo la letteratura geografica di cultura inglese, cinese e russa, invece, l'America è considerata uno dei supercontinenti della Terra e le sue parti settentrionale e meridionale sono considerate continenti a sé stanti, separati dall'Istmo di Panama.
Solo nel caso si voglia seguire il criterio che vede l'America suddivisa in due continenti, quindi, si può parlare di paesi transcontinentali tra America del nord e America del sud.
Il confine tra Nord America e Sud America è stato disegnato in diversi modi, generalmente in corrispondenza dell'istmo di Panama; seguendo questo criterio, lo stato di Panama sarebbe un paese transcontinentale.
Una linea di confine alternativa tra le due Americhe segue lo spartiacque delle montagne del Darién, lungo il confine tra la Colombia e Panama, dove l'istmo si congiunge al continente sud americano; seguendo questo criterio, non esiterebbe nessun paese transcontinentale tra America del nord e America del sud.

### Stati che si trovano sia in Nord America che in Sud America
Territorio di Panama in Nord America
     Territorio di Panama in Sudamerica
     Sudamerica

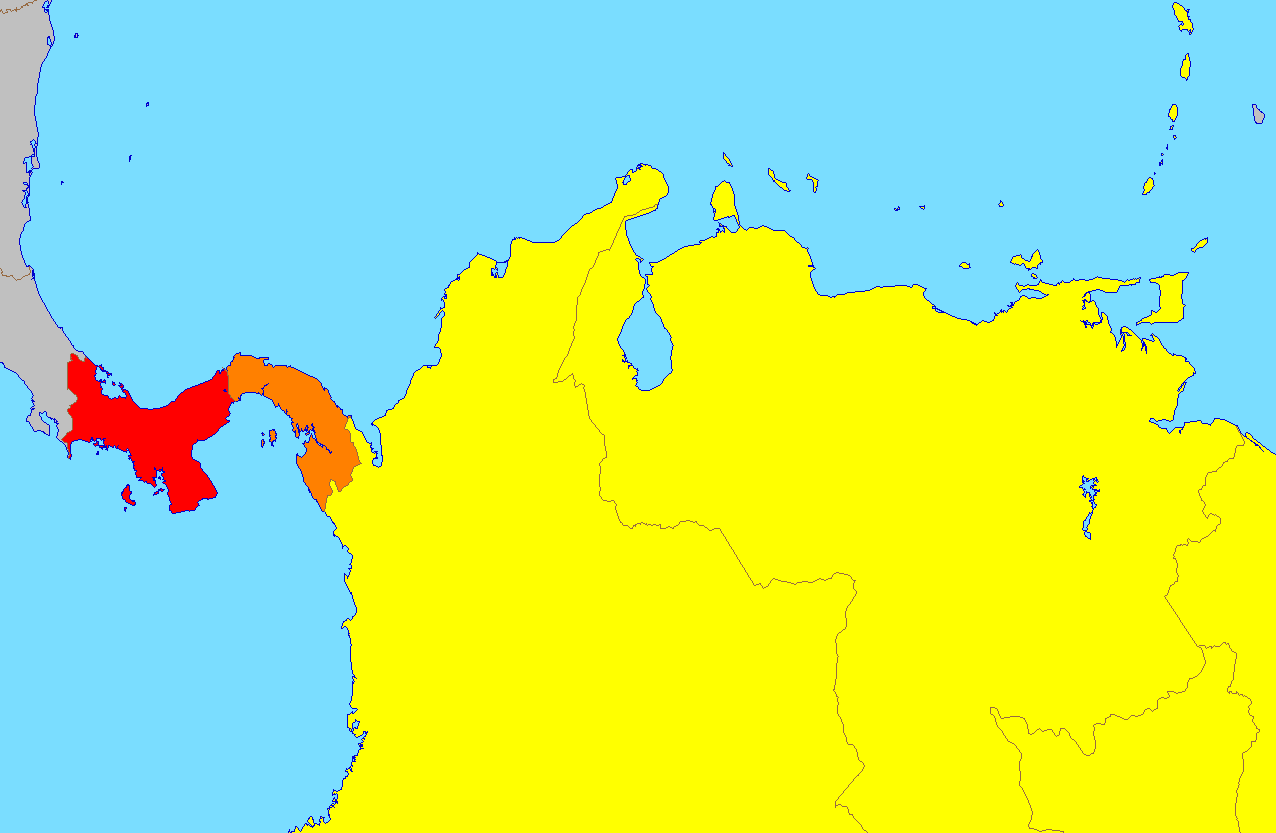
Territorio di Panama in Nord America
Territorio di Panama in Sudamerica
Sudamerica

L'unico stato il cui territorio si estende sia in America del nord, sia in America del sud è Panama.

#### Statistiche
| Stato  | Superficie complessiva km² | Superficie in Nord America km² | Superficie in Nord America % del totale | Superficie in Sud America km² | Superficie in Sud America % del totale |
| Panama | 78.200                     | 52.853                         | 67,59                                   | 25.347                        | 32,41                                  |

| Stato  | Popolazione complessiva | Popolazione in Nord America | Popolazione in Nord America % del totale | Popolazione in Sud America | Popolazione in Sud America % del totale |
| Panama | 3.000.463               | 2.498.717                   | 83,28                                    | 299.936                    | 16,72                                   |

#### Panama
Cinque province panamensi si trovano per intero in Sud America. Una regione è quasi divisa a metà tra le due Americhe e un'altra è divisa con una proporzione vicina ad 1:4 tra le due Americhe.

## Asia-Oceania

### Confine

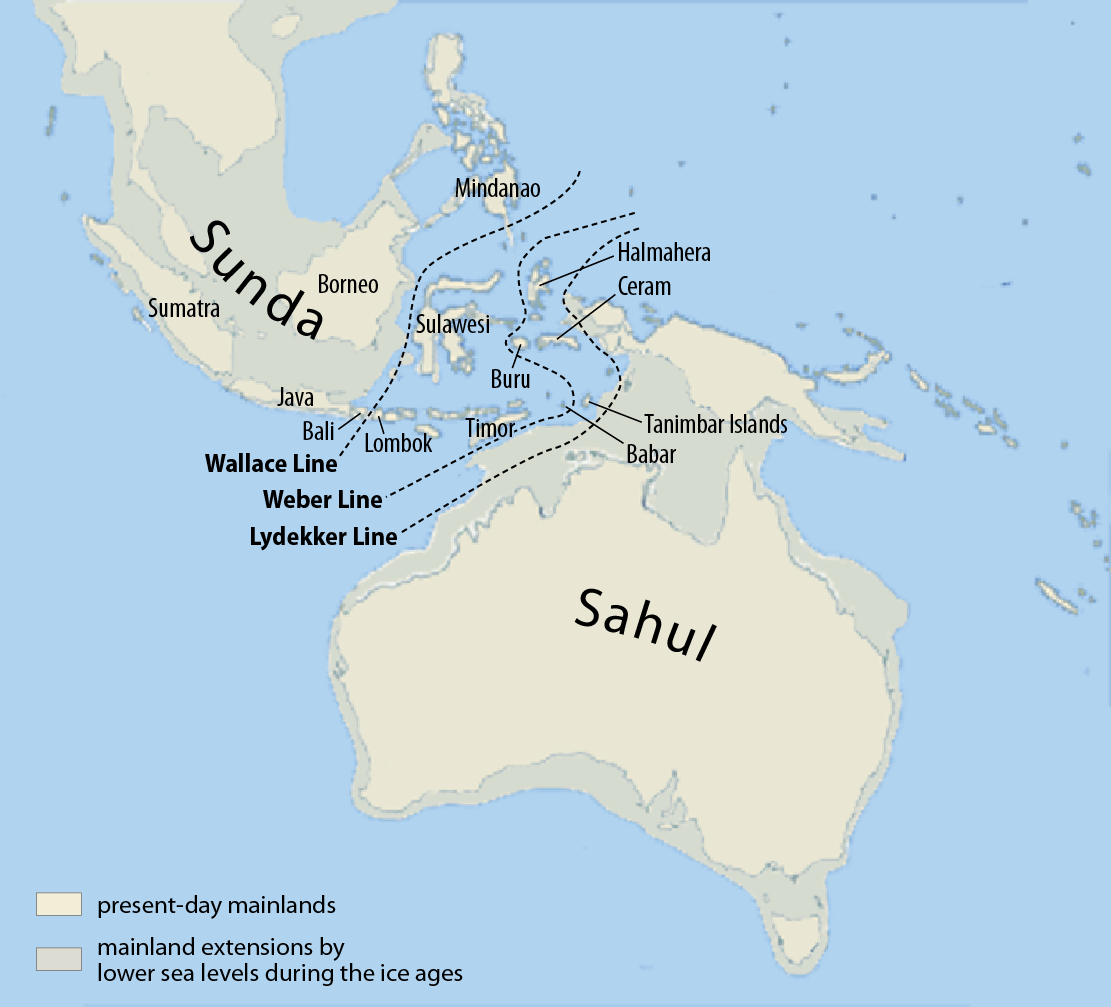
Confini diversi dell'Asia e dell'Oceania secondo geografia e zoologia.

L'Indonesia è un arcipelago ed è anche uno stato transcontinentale, appartenente all'Asia e all'Oceania. I confini geologici e zoologici seguono la linea di Wallace o la linea di Lydekker. In alternativa a questa definizione, il confine tra i due continenti può essere posto lungo la linea della Melanesia, che si basa su caratteristiche linguistiche, genetiche, storiche e di navigazione (nella figura è contrassegnata con la M).
Per questa definizione alcune isole orientali indonesiane fanno parte dell'Oceania, conseguentemente l'Indonesia fa parte sia dell'Asia che dell'Oceania.
Ci si riferisce comunemente all'Indonesia come ad uno stato del sud-est asiatico, o più semplicemente come asiatico. Timor Est, uno stato indipendente che precedentemente era parte dello stato dell'Indonesia, è classificato dalle Nazioni Unite come stato del sud-est asiatico.Per la definizione sopracitata Timor Est ricade invece per intero in Oceania. Anche culturalmente è molto più vicina alle genti del Pacifico che a quelle asiatiche.

### Stati che si trovano sia in Asia che in Oceania
Asia
     Oceania

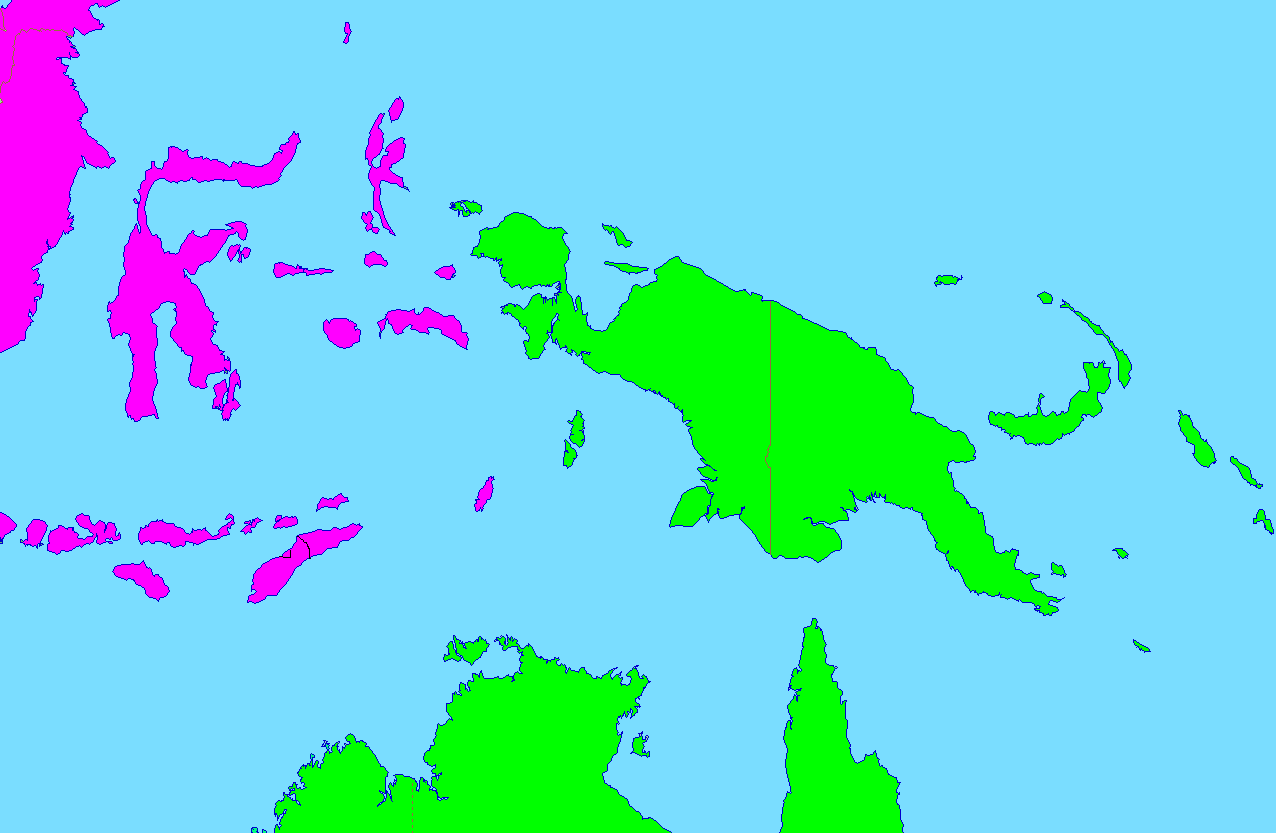
Asia
Oceania

La definizione del confine geografico tra i due continenti è quella che utilizza la linea di Wallace.

#### Statistiche
| Stato     | Superficie complessiva km² | Superficie in Asia km² | Superficie in Asia % del totale | Superficie in Oceania km² | Superficie in Oceania % del totale |
| Timor Est | 15.007                     | 0                      | 0                               | 15.007                    | 100                                |
| Indonesia | 1.904.443                  | 1.158.645              | 60,84                           | 745.798                   | 39,16                              |

Le nazioni sono ordinate per la percentuale di superficie in Oceania.

Fonte: World Gazetteer, Statistics of administrative units, towns and cities

Per le metodologie di calcolo vedi sopra.
| Stato     | Popolazione complessiva | Popolazione in Asia | Popolazione in Asia % del totale | Popolazione in Oceania | Popolazione in Oceania % del totale |
| Timor Est | 1.019.252               | 0                   | 0                                | 1.019.252              | 100                                 |
| Indonesia | 238.452.952             | 208.176.381         | 87,3                             | 28.159.300             | 12,7                                |

Le nazioni sono ordinate per la percentuale di popolazione in Oceania.

Fonte: World Gazetteer, Statistics of administrative units, towns and cities

Per le metodologie di calcolo vedi sopra.

#### Indonesia
Nove province indonesiane si trovano per intero in Oceania, mentre tutte le altre appartengono all'Asia, per cui la precisione del calcolo della superficie e della popolazione è la massima possibile.

#### Timor Est
Geograficamente, si trova per intero in Oceania, per cui la precisione del calcolo della superficie e della popolazione è la massima possibile.

## America-Oceania
I seguenti stati sono transcontinentali, perché comprendono parti di territorio in Oceania e in America:
- Cile (Isola di Pasqua)
- Stati Uniti d'America (Hawaii)

### Statistiche
| Stato                 | Superficie complessiva | Superficie in America | Superficie in America % del totale | Superficie in Oceania | Superficie in Oceania % del totale |
| Cile                  | 755.839                | 755.675               | 99,98                              | 164                   | 0,02                               |
| Stati Uniti d'America | 9.834.000              | 9.552.571             | 97,14                              | 281.429               | 2,86                               |

Gli stati sono ordinati in ordine alfabetico.

Per le metodologie di calcolo vedi sopra.
| Stato                 | Popolazione complessiva | Popolazione in America | Popolazione in America % del totale | Popolazione in Oceania | Popolazione in Oceania % del totale |
| Cile                  | 17.910.000              | 17.904.239             | 99,97                               | 5.761                  | 0,03                                |
| Stati Uniti d'America | 329.311.764             | 311.267.152            | 94,52                               | 18.044.612             | 5,48                                |

Gli stati sono ordinati in ordine alfabetico.

Per le metodologie di calcolo vedi sopra.

## Paesi transcontinentali per la presenza di territori d'oltremare
Alcuni paesi sono transcontinentali per la presenza di territori d'oltremare o di entità ad essi assimilabili.

### Francia
I territori d'oltremare francesi si estendono in tre continenti:
- - America: Saint-Pierre e Miquelon e Guyana francese;
  - Africa: isola di Riunione; Mayotte
  - Oceania: Nuova Caledonia e Polinesia francese.

### Regno dei Paesi Bassi
Il Regno dei Paesi Bassi è uno stato formato da quattro nazioni costitutive, i cui territori interessano due continenti: i Paesi Bassi propriamente detti in Europa, Aruba, Curaçao e Sint Maarten in America.
Gli stessi Paesi Bassi, poi hanno alcuni comuni definiti "municipalità speciali" in quanto, pur facendo parte del territorio nazionale, non si trovano in Europa, ma in America; si tratta di Sint Eustatius, Saba, Bonaire.

### Regno Unito
I territori d'oltremare britannici si estendono in tutti i continenti: Africa, America, Asia ed Oceania.

## Regni ed imperi transcontinentali nella storia
Imperi precoloniali che si estendevano su almeno due continenti (il numero di continenti è tra parentesi):
- Impero assiro (2) - Asia, Africa
- Impero Egizio (2) - Asia, Africa
- Impero persiano (3) - Asia, Europa, Africa
- Impero di Alessandro Magno (3) - Europa, Asia, Africa
- Repubblica cartaginese (2) -Africa, Europa
- Regno di Axum (2) - Africa, Asia
- Impero romano (3) - Europa, Asia, Africa
- Impero bizantino (3) - Europa, Asia, Africa
- Impero ottomano (3) - Europa, Asia, Africa
- Califfato umayyade (3) - Europa, Asia, Africa
- Impero almoravide (2) - Africa, Europa
- Impero almohade (2) - Africa, Europa
- Sultanato dell'Oman (2) - Asia, Africa
- Impero mongolo (2) - Europa, Asia

Imperi del periodo coloniale con possedimenti d'oltremare (il numero di continenti è tra parentesi):
- Impero britannico (6) - Europa, Asia, Africa, Nord America, Sud America, Oceania
- Impero olandese (6) - Europa, Asia, Africa, Nord America, Sud America, Oceania
- Impero francese (6) - Europa, Asia, Africa, Nord America, Sud America, Oceania
- Impero spagnolo (6) - Europa, Asia, Africa, Nord America, Sud America, Oceania
- Impero portoghese (5) - Europa, Asia, Africa, Sud America, Oceania
- Impero statunitense (5) - Asia, Nord America, Sud America, Oceania, Africa
- Impero dano-norvegese (4) - Europa, Asia, Africa, Nord America
- Impero tedesco (4) - Europa, Asia, Africa, Oceania
- Impero russo (3) - Europa, Asia, Nord America
  - Unione Sovietica (2) - Europa, Asia
- Impero svedese (3) - Europa, Nord America, Africa
- Impero italiano (3) - Europa, Africa, Asia
- Impero curlandese (3) - Europa, Africa, Nord America
- Impero austro-ungarico (2) - Europa, Asia
- Impero brandeburghese (3) - Europa, Africa, Nord America
- Confederazione Tedesca (3) - Europa, Sud America, Oceania
- Sacro Romano Impero Germanico (2) - Europa, Sud America
- Impero giapponese (2) - Asia, Oceania
- Impero belga (3) - Europa, Africa, Asia

Altro: 
- Colonie genovesi (4) - Europa, Africa, Asia, Nord America
- Stato da Mar (2) - Europa, Asia
- Regno di Sicilia (3) - Europa, Africa, Asia
- Stato monastico dei Cavalieri di Malta (3) - Europa, Africa, Nord America